# Cable, Wisconsin
Cable är en stad i Bayfield County i delstaten i Wisconsin i USA. Invånarna uppmättes 2010 till 836 i antalet.
I trakterna avgörs längdskidåkningstävlingen American Birkebeiner.

### Fotnoter
1. ↑  ”Community Facts” (på engelska). American Factfinder. 16 mars 2010. Arkiverad från originalet den 10 december 2014. https://web.archive.org/web/20141210041242/http://factfinder2.census.gov/faces/nav/jsf/pages/community_facts.xhtml. Läst 17 februari 2014.